# Orofernes
|  | Per a altres significats, vegeu «Orofernes (príncep)». |

Orofernes, també Olofernes i Holofernes (en llatí Olophernes o Orophernes, en grec antic ̓Ολοφερνης, ̓Οροφέρνης, ̓Ορροφέρνης) va ser rei usurpador de Capadòcia de l'any 158 aC al 157 aC.
Ariarates IV de Capadòcia (224 aC-163 aC) inicialment no va tenir fills de la seva dona Antioquis i ella, pensant que era estèril i volent assegurar la successió, en va presentar amb enganys dos d'il·legítims, de noms Artiarates (o Ariarates) i aquest Olofernes. Va passar el temps i Antioquis va tenir fills, primer dues filles, però després un fill amb el nom de Mitridates, que més tard, quan va pujar al tron, va prendre el d'Ariarates V. La reina va informar al rei de la veritat i els dos fills no autèntics van ser apartats de la successió. Ariarates va ser enviat a Roma i Olofernes a Jònia, per tal d'evitar qualsevol aspiració al tron. Olofernes, més tard va passar a la cort selèucida. L'any 163 aC el seu germà Mitridates va ser proclamat rei sota el nom d'Ariarates V. Quan Ariarates es va negar a casar-se amb la germana de Demetri I Sòter, perquè els romans li ho van desaconsellar, Demetri va donar suport a les pretensions d'Orofernes al tron de Capadòcia. Però Orofernes havia entrat a formar part d'una conspiració per derrocar Demetri, que va descobrir els fets i el va carregar de cadenes. Més tard el va alliberar, perquè volia que li servís contra Ariarates V.
Demetri va envair Capadòcia, on va instal·lar al tron el príncep Orofernes, protegit per soldats selèucides. Ariarates va fugir a Roma, on va demanar al senat ser restaurat, però Olofernes també va poder enviar dos emissaris sense escrúpols, Timoteu i Diògenes, juntament amb els que havia enviat Demetri, per oposar-se al seu suposat germà. Segons Apià, el senat va acordar el repartiment del títol reial entre tots dos candidats, amb Orofernes com a associat. Aquesta associació, de ser certa, va ser breu, ja que Olofernes s'havia destacat en el seu regnat abans d'aquesta decisió del senat, per les seves mesures opressives, els elevats impostos i la introducció de costums jònics. Va saquejar el temple de Zeus per pagar als soldats, ja que va témer un motí perquè no els havia pagat la soldada. Va veure que no tenia cap suport i no era res sense la presència dels soldats selèucides. Ariarates va ser restaurat al tron i va quedar com a únic governant i ja no es tenen més notícies d'Orofernes. En parlen, a més d'Apià, Diodor de Sicília, Foci, Polibi i Justí.